# Буха (Заале-Гольцланд)
Буха (нім. Bucha) — громада в Німеччині, розташована в землі Тюрингія. Входить до складу району Заале-Гольцланд. Складова частина об'єднання громад Зюдліхес-Заалеталь.
Площа — 21 км2. Населення становить 1155 ос. (станом на 31 грудня 2021).

## Галерея

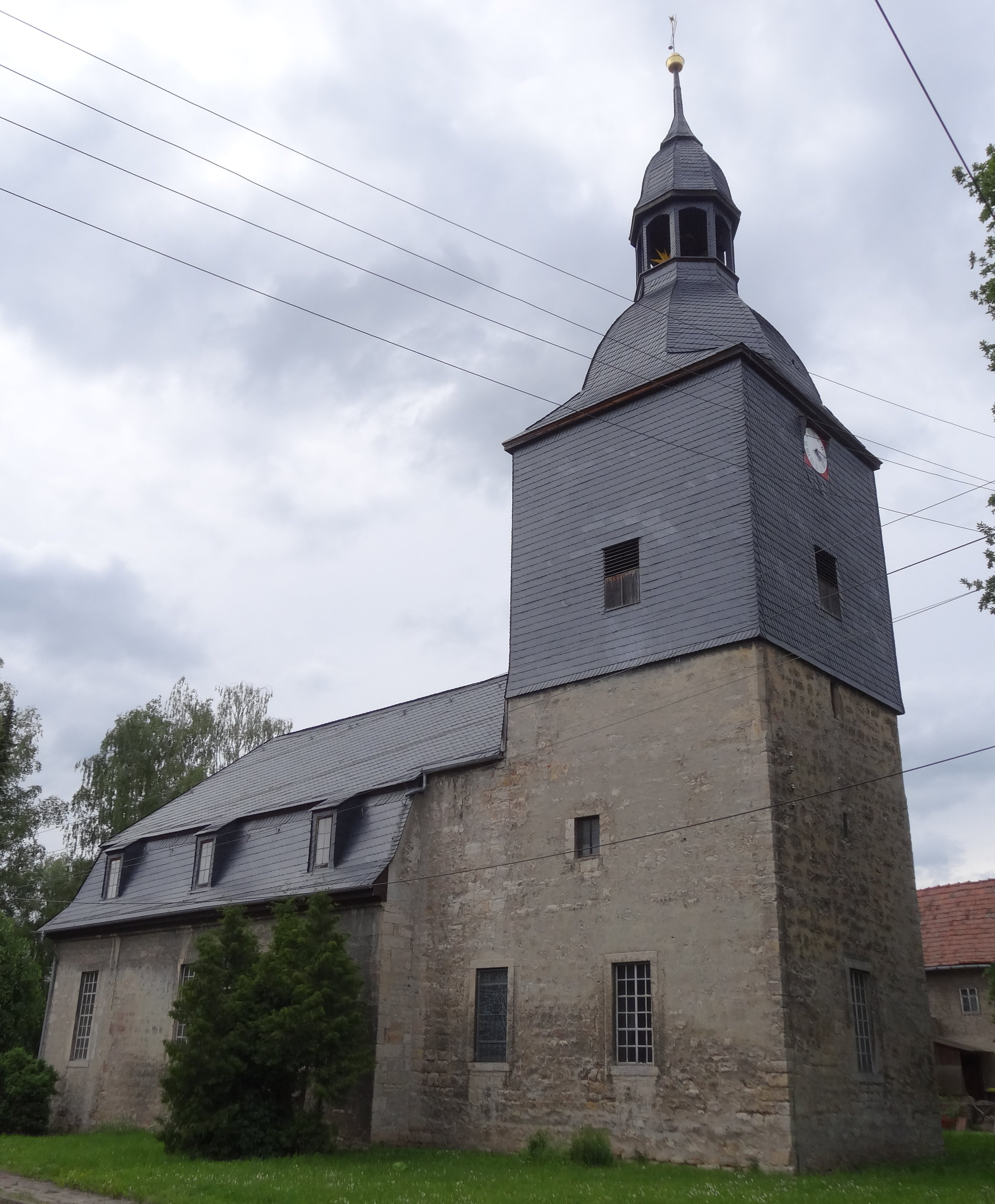